# 107-мм дивізійна гармата зразка 1940 року (М-60)
107-мм дивізійна гармата зразка 1940 (М-60) — радянська важка артилерійська система, розроблена в передвоєнний період для боротьби з важкими танками противника та підвищення вогневої потужності дивізійної артилерії РСЧА. Однак, через низку негативних для радянської сторони обставин досить досконалі для свого часу гармати М-60 були зняті з виробництва незабаром після початку німецько-радянської війни. Поодинокі М-60 воювали протягом всієї війни у складі корпусної артилерії і артилерії РВГК.

## Історія створення

### Передумови
До кінця 1930-х років основою радянської дивізійної гарматної артилерії залишався тридюймовий калібр (76,2 мм) з балістикою, відповідної використанню гільзи зразка 1900. Всі радянські дивізійні гармати розробки 1930-х років — зразку 1902/30 рр., зразку. 1933, зразку 1936 (Ф-22) і зразку  1939 (УСВ) — мали ідентичну балістику. Причиною цього були величезні запаси боєприпасів, вироблених і доставлених ще в період Першої світової війни, а також наявність відповідного обладнання на підприємствах промисловості. Тим не менш, поступово ставало очевидно, що калібр 76 мм недостатній для дивізійної гармати. Даний калібр був обраний ще Російської армією як оптимальний при використанні шрапнелі, але його можливості по руйнуванню польових укриттів (фугасна дія) потребували покращення.
У той же час розвиток технологій з виробництва порохів, легованих сталей, в металообробці дозволило поліпшити балістичні властивості нових гармат при збереженні тієї ж маси, що і у попередніх моделей. Так вчинили британські конструктори, створивши свою знамениту 25-фунтову гармату-гаубицю. Однак існував і другий варіант — при збереженні колишньої балістики істотно полегшити гармату шляхом збільшення питомої механічної міцності і потужності. Також за рахунок зекономленого резерву за масою при тій же балістиці можна було розширити тактичні можливості шляхом введення підресореного лафету  з розсувними станинами. Спочатку саме цей шлях був обраний керівництвом Головного артилерійського управління (ГАУ) під керівництвом Маршала Радянського Союзу Г. І. Кулика і наочно продемонстрований лінійкою 76-мм дивізійних гармат: гармата зразку  1902/30 рр. — Ф-22 — УСВ — ЗІС-3. Однак він не усував зазначені вище недоліки 76-мм гармат. Необхідність збільшення калібру дивізійної артилерії стала очевидна.

### Роботи з 95-мм дивізійною гарматою

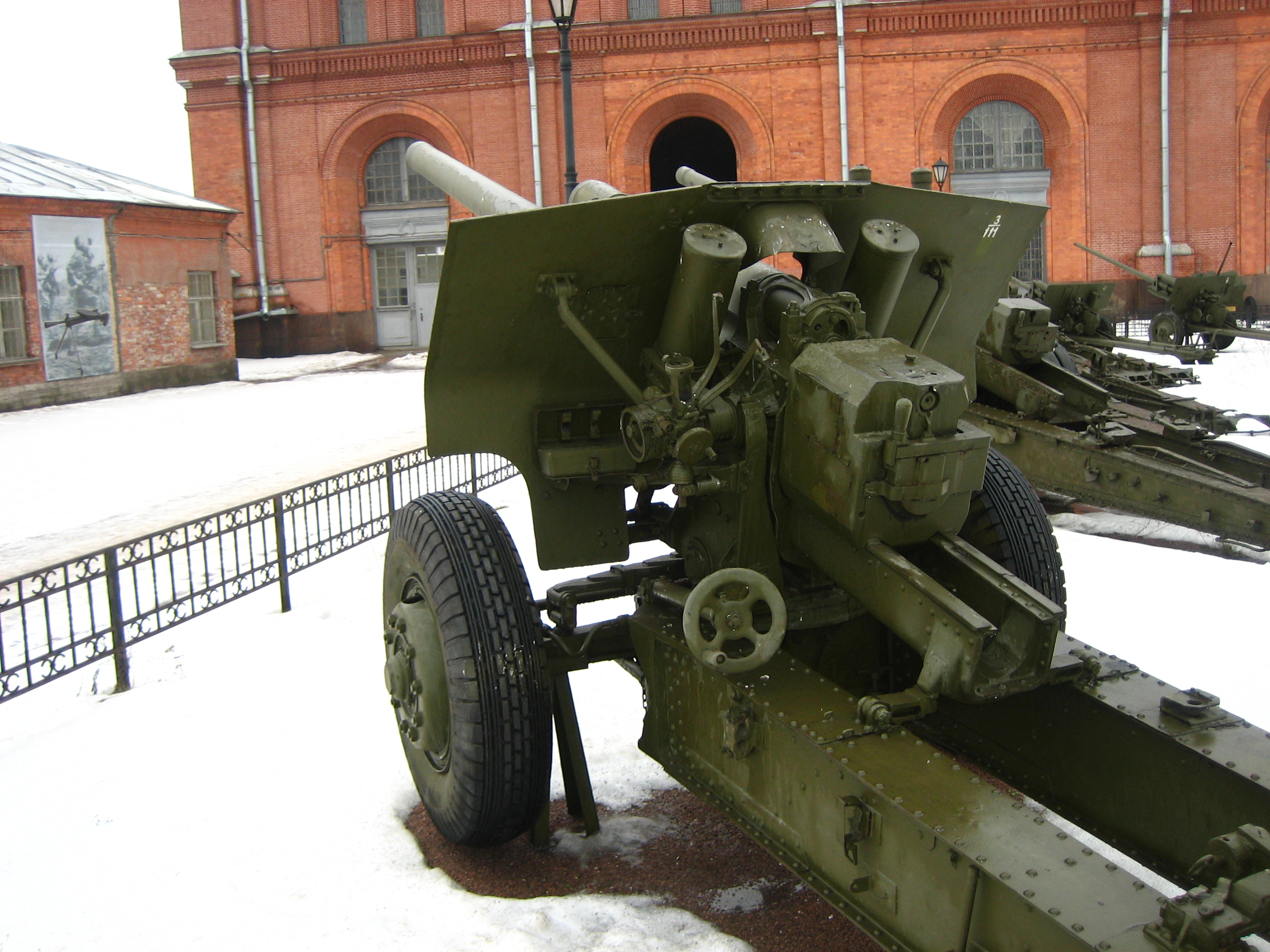
М-60 в Артилерійському музеї, Санкт-Петербург, вид зліва-ззаду

Принципове рішення про проектування дивізійних артилерійських гармат з калібром, більшим ніж 76 мм, було прийнято у другій половині 1937. В кінці року конструктором Сидоренко і військовим теоретиком Упорніковим був запропонований калібр 95 мм як оптимальний для дивізійної артилерії. Навесні 1938 р. була складена нова система артилерійського озброєння, до якої увійшла 95-мм дивізійна гармата вагою в бойовому положенні 2000 кг. Тоді ж Артилерійський науково-дослідний морський інститут (АНДМІ) розробив проект каналу ствола і гільзи 95-мм гармати (подібний калібр ніколи раніше в російській/радянській артилерії не використовувався).
10 березня 1938  ГАУ запропонувало розпочати роботи з проектування 95-мм дивізійної гармати конструкторським бюро Кіровського заводу і заводу № 92. Кіровський завод істотних робіт щодо гармати так і не почав, замість нього 95-мм гармату почав проектувати свердловский завод УЗТМ.
95-мм гармати спочатку замислювалися як дуплекси — вони використовували лафети одночасно розроблюваних 122-мм гаубиць. Гармата КБ заводу № 92 (під керівництвом В. Г. Грабина) отримала індекс Ф-28, вона мала єдиний лафет з гаубицею Ф-25. Проект гармати був направлений в ГАУ 17 жовтня 1938 і затверджений 23 березня 1939. Перший зразок Ф-28 був готовий до заводських випробувань уже в грудні 1938 року, тобто ще до офіційного затвердження проекту. На полігонні випробування гармата була подана лише 12 лютого 1940 р., оскільки восени 1939 року її лафет був використаний для випробувань гаубиці Ф-25. Проект УЗТМ отримав назву У -4, гармата створювалася на базі лафету гаубиці У-2. УЗТМ не змогло довести гармату навіть до заводських випробувань, дослідний зразок гармати так і не був закінчений.
У зв'язку з вибором для дивізійних гармат калібру 107 мм роботи по 95-мм гарматі навесні 1940 року були припинені. Історик А. Б. Широкорад піддає критиці це рішення, вважаючи, що дуплекс гармати Ф-28 і гаубиці Ф-25 в разі його прийняття на озброєння міг стати найкращою дивізійною артилерійською системою у світі.

### Причини вибору калібру 107мм для дивізійних гармат

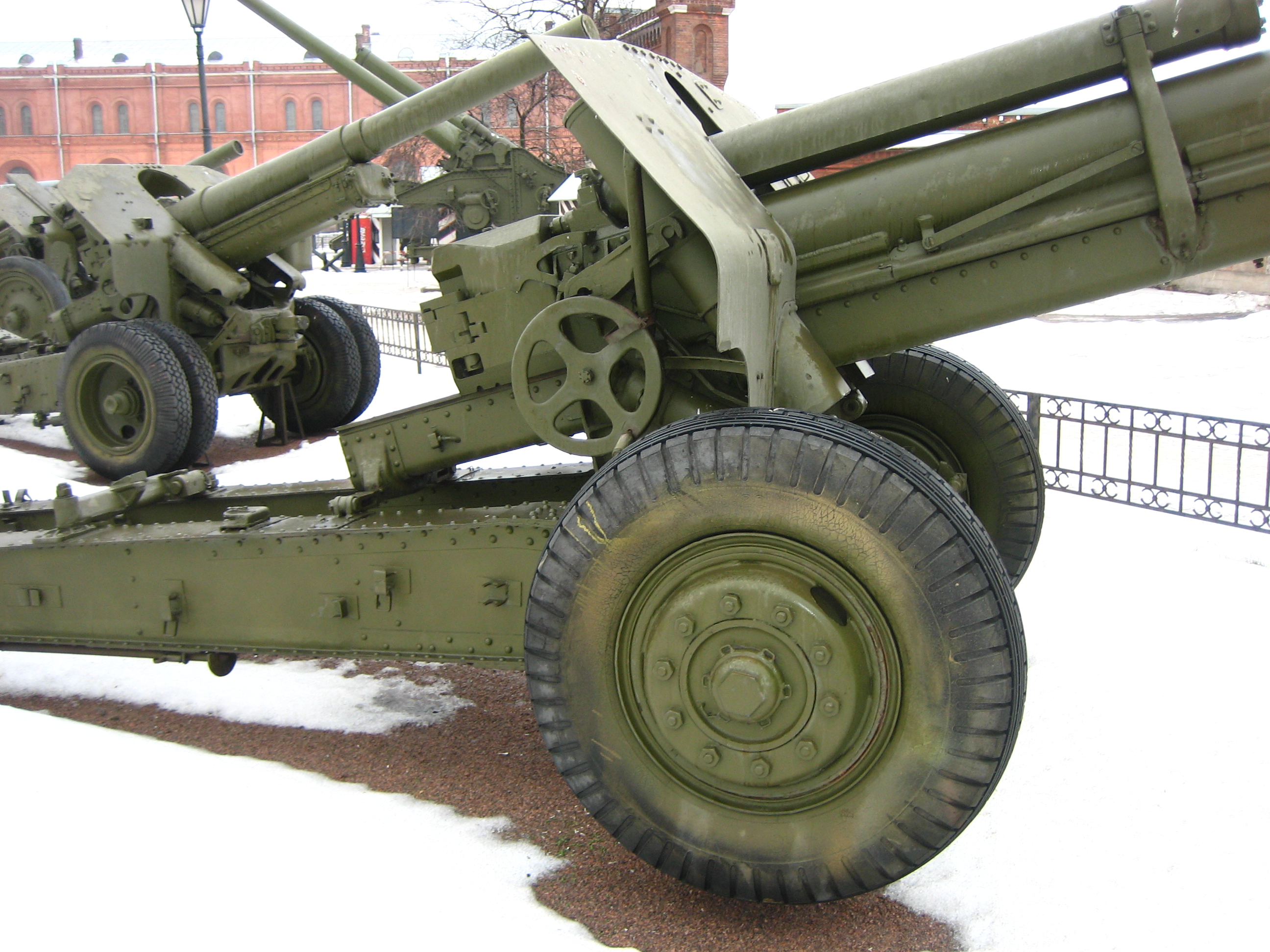
М-60 в Артилерійському музеї, Санкт-Петербург, вид праворуч

Рішення про початок проектування 107-мм дивізійних гармат було прийнято керівництвом ГАУ восени 1938 року (тактико-технічні вимоги на таку гармату були передані заводу № 172 14 жовтня 1938 р.). Основною причиною цього рішення називається прагнення уникнути випуску боєприпасів калібру 95 мм (яке довелося б організовувати з нуля). Гармати калібру 107 мм використовувалися ще в російській армії, для них була значна кількість боєприпасів. Радянською промисловістю також був освоєний випуск і боєприпасів, і гармат такого калібру (107-мм гармата зразка 1910/30 років випускалася як мінімум до 1935 ); все це обіцяло істотну економію при виробництві та експлуатації нової 107-мм гармати. На додаток до цього були й інші істотні технічні та організаційні передумови для такого рішення — нові порохи і сталі цілком дозволяли укластися в верхню межу за масою дивізійної артилерії, в якій до 1940 року і так вже перебували вельми масивні 152-мм гаубиці М-10. Успішні випробування в СРСР 105-мм чеської гармати підтвердили принципову можливість створення 107-мм потужної дивізійної гармати в масогабаритній категорії 152-мм гаубиці.
У 1940 році з'явився ще один потужний стимул для розробки гармати. ГАУ отримало інформацію (або дезінформацію) про прийняття на озброєння вермахту танків з важкою протиснарядною бронею. Оскільки маршал Кулик очікував чогось подібного на підставі дій важких танків КВ в радянсько-фінській війні 1939—1940 рр. (Припускаючи, що німці відзначать появу нових зразків радянської бронетехніки і займуться створенням власних аналогів), він поставив питання про оснащення РККА потужними протитанковими гарматами, вважаючи, що стандартні 45-мм протитанкові гармати і 76-мм дивізійна артилерія не зможуть впоратися з передбачуваними німецькими важкими танками. Варто відзначити, що дані розвідки виявилися невірними. Станом на травень 1940 найважчим танком вермахту був PzKpfw IV з максимальною товщиною лобової броні в 30 мм, а найкраще броньованим серійним зразком бронетехніки — штурмова гармата StuG III з лобовою бронею в 50 мм. Після французької кампанії у PzKpfw III і PzKpfw IV посилили бронювання до 60 мм в найбільш відповідальних місцях. Дивізіонні 76-мм гармати цілком могли вразити їх на будь-якій розумній дистанції бою в лоб. Однак німецька пропаганда активно використовувала образ багатобаштового «Супертанку» NbFz, нібито з важким бронюванням (насправді — протикульова броня 15 мм, випущено 5 машин), що могло вплинути на рішення глави ГАУ. Історик бронетехніки М. Коломієць припускає, що на таке рішення маршала Кулика могло вплинути офіційне прийняття на озброєння вермахту (але аж ніяк не активне використання) трофейного французького танка Char B1 bis. Можливо, радянська розвідка отримала якусь інформацію по проектним напрацювань по майбутньому важкого танку «Тигр». Зокрема, в спецповідомленні розвідуправління Генштабу РККА № 660279сс від 11 березня 1941 повідомлялося, що німці починають будувати три зразки важких танків: типу V масою 36 т з товщиною броні 60 мм, типу VI масою 45 т з товщиною броні 70 мм і типу VII масою 90 т і озброєнням з однієї 105-мм і двох 20-мм гармат. Також за підсумками боїв у Франції з'явилася інформація по добре броньованих англійських танках «Матильда». Так чи інакше, маршал Кулик наполіг на припиненні випуску 45-мм і 76-мм гармат, замінивши їх на потужні 57-мм протитанкову гармату (майбутню ЗІС-2) і 107-мм дивізійну гармату (майбутнє М-60). Необхідно відзначити, що завдання повного переозброєння дивізійної артилерії цими гарматами не ставилося — нові гармати призначалися для якісного посилення існуючої дивізійної і протитанкової артилерії.
Існує кілька версій про прийняття такого рішення. Згідно з однією з точок зору, І. В. Сталін доручив розібратися А. А. Жданову з цим питанням, попутно похваливши 107-мм гармату зр. 1910, яку глава СРСР вельми добре знав зі свого досвіду в Громадянській війні. Однак Жданов зрозумів репліку як похвалу 107-мм гарматі М-60 і доповів в підсумку про переваги пропозиції маршала Кулика, чим і зумовив прийняття останньої. Проте відомий історик А. Б. Широкорад піддає сумніву і серйозній критиці дану версію. Більш вірогідною причиною зняття з виробництва 45-мм і 76-мм дивізійних гармат була повна забезпеченість військ і мобілізаційного резерву гарматами даних типів, хоча вже на початку війни у зв'язку з великими втратами стала відчуватися нестача гармат даних типів, і їх виробництво було відновлено.

### Роботи зі створення 107-мм дивізійних гармат

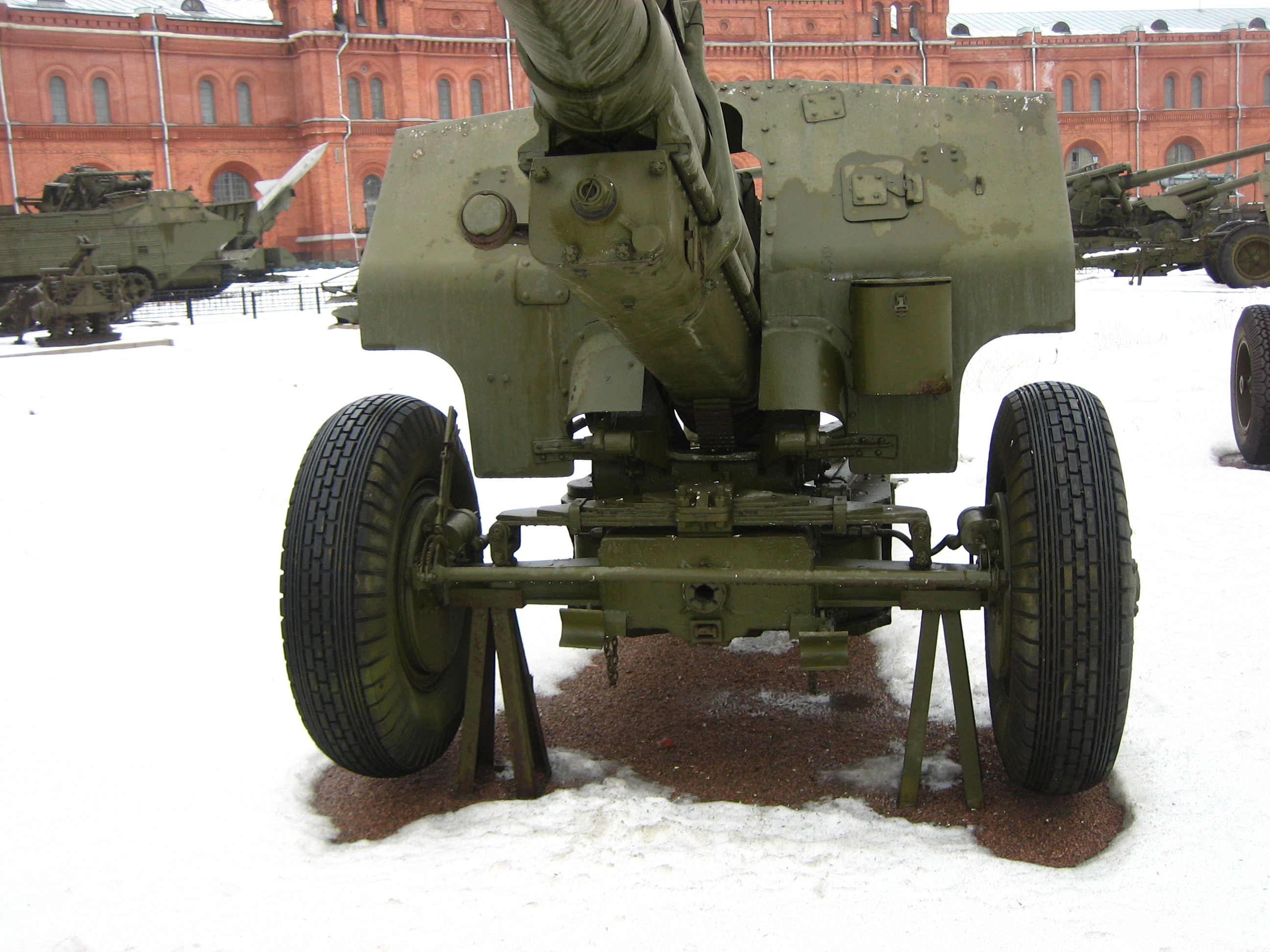
М-60 в Артилерійському музеї, Санкт-Петербург, вид спереду

Восени 1938 р. КБ заводу № 172 під керівництвом Ф. Ф. Петрова було розпочато проектування 107-мм гармат. Гармата розроблялася відразу в декількох варіантах, які отримали індекси М-25, М-45 і М-60. Гармати М-25 і М-45 були накладенням 107-мм ствола на лафет 152-мм гаубиці М-10 (тобто були дуплексом); дослідні зразки цих гармат пройшли випробування, але з невідомих причин був обраний проект М-60, який мав заново розроблений лафет. М-60 також спочатку розроблялася у двох варіантах — з відтягуваним при транспортуванні стволом і з поворотом ствола на 180 ° при переході в похідне положення. Зрештою було віддано перевагу першому варіанту. Дослідні зразки М-60 були побудовані в стислі терміни, вже 13 грудня 1939 після проходження заводських випробувань вони були доставлені на полігон. Полігонні випробування, що закінчилися 23 квітня 1940, виявили ряд недоробок системи; після їх усунення гармата з 11 по 25 жовтня 1940 успішно пройшла військові випробування і була прийнята на озброєння РСЧА з офіційною назвою «107-мм універсальна дивізійна гармата великої потужності зр. 1940».
Після припинення робіт по 95-мм гарматі проектуванням 107-мм гармат займалося і КБ заводу № 92. Наприкінці 1940 року було виготовлено дослідний зразок гармати ЗІС-24, який був накладенням дуже довгого 107-мм ствола (73,5 калібрів) на лафет гаубиці-гармати МЛ-20. Фактично це була надпотужна протитанкова гармата, що мала низьку мобільність і дуже велику вартість виробництва, у зв'язку з чим роботи над нею були припинені. У травні — червні 1941 був виконаний проект іншої гармати, ЗІС-28, який був накладенням ствола з балістикою 107-мм танкової гармати ЗІС-6 на лафет М-60; у зв'язку з початком війни роботи по створенню дослідного зразка гармати були припинені.

## Серійне виробництво і причини його припинення
Гармата була запущена в серійне виробництво на заводі № 352 в Новочеркаському. У 1940 році цим заводом було випущено 25 гармат, в 1941 році — 101 гармата. У 1941 році М-60 випускалася також на пермському заводі № 172, всього було здано до експлуатації 11 гармат.
Незабаром після початку війни серійне виробництво гармати було припинено з наступних причин:
- Завод № 352 припинив виробництво гармат у зв'язку з підходом до Новочеркаського німецьких військ;
- Завод № 172 був зайнятий мобілізаційним завданням по випуску гаубиць-гармат МЛ-20;
- Потужність гармати для протитанкових цілей виявилася надмірною;
- З дивізійної артилерії гармата була виведена, корпусна артилерія восени 1941 року взагалі припинила існування у зв'язку зі скасуванням стрілецьких корпусів;
- Гармата була складна у виробництві та експлуатації;
- Спостерігався дефіцит тягачів для важких гармат.

В 1943 у в зв'язку з появою добре броньованих німецьких танків «Тигр» розглядалося питання про відновлення серійного виробництва М-60. У підсумку, від відновлення виробництва було вирішено відмовитися у зв'язку з відсутністю на складах і в серійному виробництві 107-мм бронебійних снарядів, а також технологічними проблемами при виробництві гармат — зокрема, завод № 352 не вдалося евакуювати, оснащення для виробництва гармати була частково загублено, були труднощі з виробництвом 107-мм стволів.

## Опис конструкції

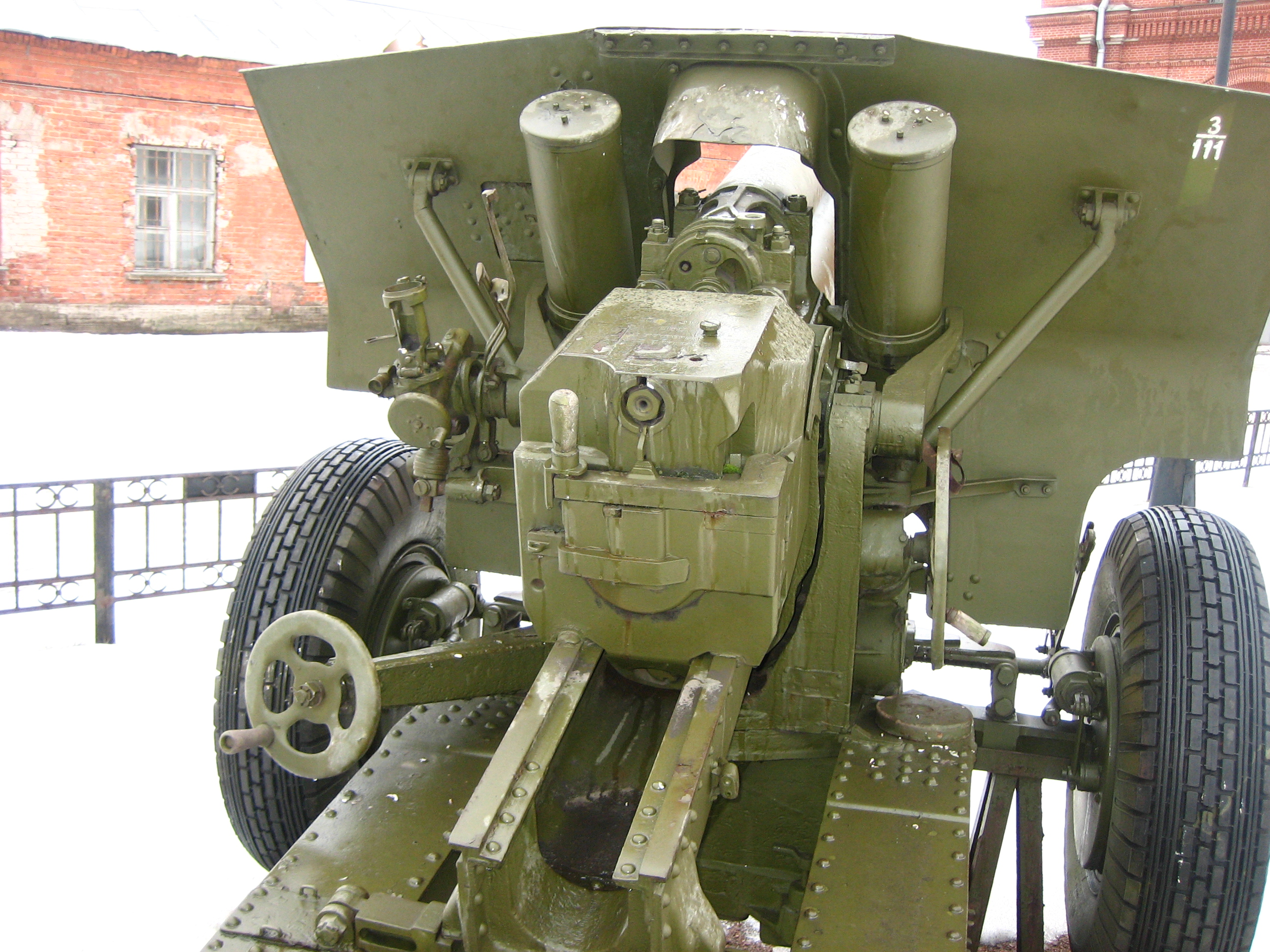
М-60 в Артилерійському музеї, Санкт-Петербург, вид ззаду на затвор

Гармата М-60 була вельми досконалою для свого часу зброєю. Ствол гармати складався з вільної труби, кожуха і казенника, що нагвинчувався. Затвор поршневий, конструкція запозичена від122-мм гаубиці зр. 1910/30 рр. Заряджання роздільно-гільзове. Гальмо відкату гідравлічне, довжина відкату змінна. Накатник гідропневматичний, розміщується над стволом.
Гармата оснащувалася підйомним механізмом секторного типу і поворотним механізмом гвинтового типу. Врівноважвач механізму складався з двох колонок. Лафет мав розсувні станини і пластинчате підресорювання. Колеса тролейбусного типу марки ЯТБ-4 з гумовими шинами. Для захисту обслуги від куль і осколків малося щитове прикриття. М-60 мала передок вагою близько 300 кг на металевих колесах з гумовими шинами. На поході гармата переміщалася з витягнутим стволом, на невеликі відстані допускалася її перевезення з не відтягнутим стволом і вимкненим підресорюванням зі швидкістю, що не перевищує 6-7 км/год.
Окремо необхідно відзначити відсутність у М-60 дульного гальма. Для початкової орієнтації гармати на її використання в дивізійної і протитанкової артилерії це було великим плюсом — бойові порядки таких гармат розташовуються досить близько до передової і за наявності дульного гальма піднятий з поверхні землі пороховими газами пил сильно демаскує гармату. З іншого боку, при використанні М-60 в ролі більш віддаленої від передової корпусної гармати цей недолік вже не грав значної ролі.

## Модифікації
На базі М-60 планувалося розробити потужну казематну гармату для озброєння дотів. Тактико-технічні вимоги на казематну установку були затверджені 27 липня 1940 року. 22 вересня 1940 КБ заводу № 352 приступило до проектування гармати, але у зв'язку з початком війни роботи по проекту завершені не були.

## Організаційно-штатна структура
У стрілецьких дивізіях гармати ніколи не використовувалося. Станом на 1941 М-60 були у складі артилерійських бригад протитанкової оборони — такі бригади включали два полки, в кожному з яких по штату повинен був бути дивізіон (12 гармат) М-60 і два дивізіони 85-мм зенітних гармат, що використовувалися як протитанкові. До кінця 1941 року бригади були розформовані, і вцілілі М-60 стали використовуватися в складі окремих дивізіонів по 12 гармат.
В 1943 у знову починається формування стрілецьких корпусів і корпусних артилерії, більшість збережених до того моменту 107-мм гармат передаються до її складу. Корпусні артполки нової організації мали 16-20 гармат, причому крім 107-мм гармат використовувалися також 152-мм гаубиці і 122-мм гармати.

## Бойове застосування
У зв'язку з нечисленністю випущених гармат інформації про їх застосування збереглося дуже мало. Ймовірно, гармати цього типу застосовувалися в боях 1941 року в складі артилерійських бригад протитанкової оборони, хоча відомо, що більшість таких бригад покладених по штату 107-мм гармат не мало. Є відомості про використання М-60 в Курській битві у складі Центрального фронту. При штурмі Севастополя в 1944 радянськими військами використовувалося 6 гармат М-60. Інформації про використання трофейних гармат цього типу якими-небудь країнами немає, хоча відомо, що німецькі війська захопили деяку кількість таких гармат, присвоївши їм індекс  '10, 7 cm K.353 (r)  '.
Бойове застосування 107-мм гармат описано в мемуарах Петрова В. С. «Минуле з нами», том 1 і том 2.

## Оцінка проекту

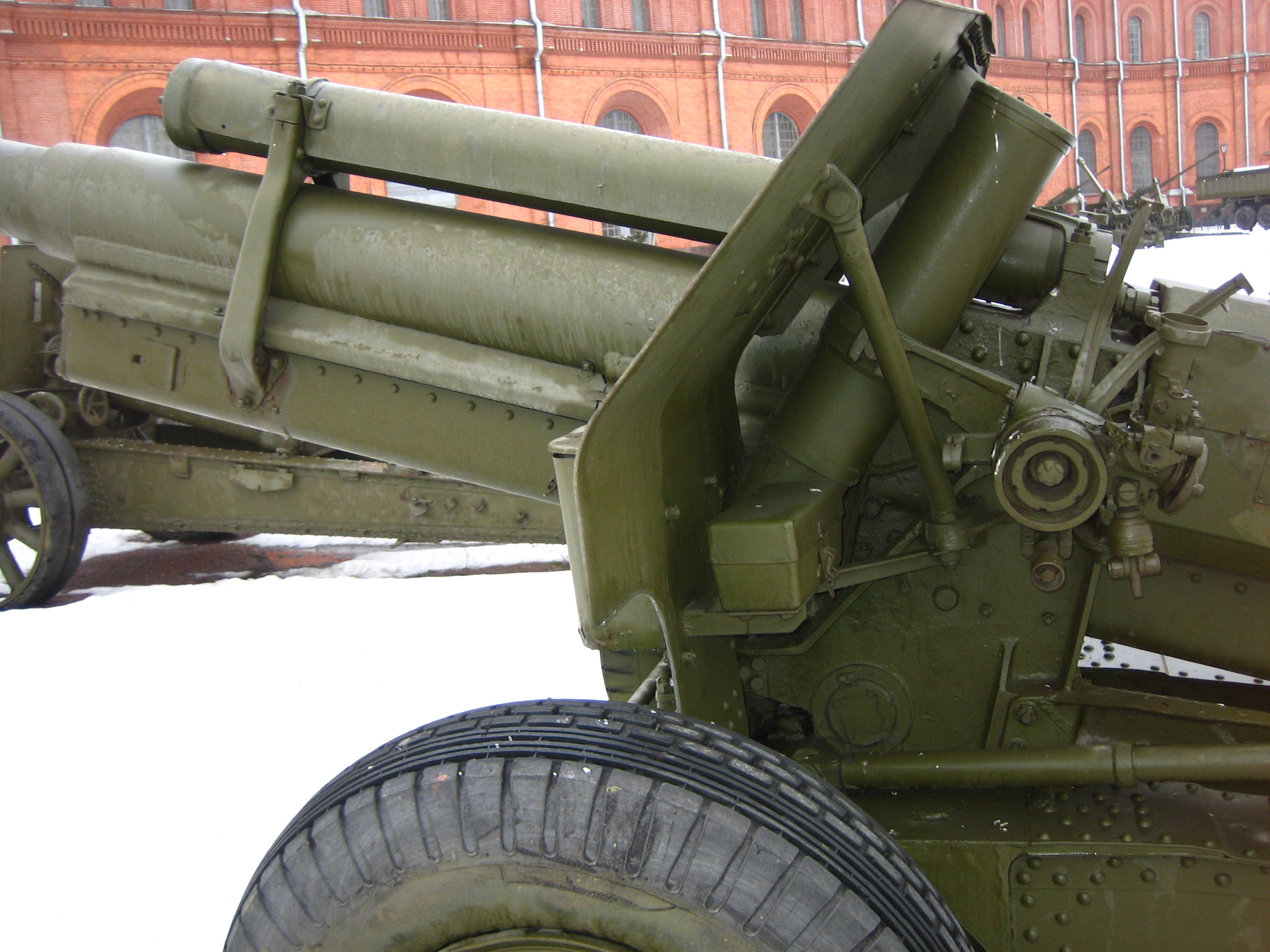
М-60 в Артилерійському музеї, Санкт-Петербург, вид зліва — добре видно приціл і противідкатні пристрої

З технічної точки зору 107-мм гармата зразку 1940 була цілком сучасною гарматою, придатною для вирішення широкого кола бойових завдань. По всій видимості, всі проблеми з гарматою були наслідком двох обставин — катастрофічного становища з матеріальною частиною артилерії РСЧА в 1941 році, змушували випускати найбільш технологічні 45-мм і 76-мм гармати, а також неправильного позиціонування М-60 в організаційно-штатній структурі. Для дивізійного рівня, де в ролі тягачів можна було розраховувати на вантажівки ЗІС-5 і коней, М-60 була занадто важка (хоча німецькі танкові й панцергренадерські дивізії мали у складі артилерійського полку 105-мм гармати і 150-мм гаубиці). Те ж саме можна сказати і про її використанні в 1941—1942 роках в ролі протитанкової гармати, коли потужність гармати була надлишкова, а маса надто велика. Також як негативні фактори для М-60 у ролі протитанкової гармати можна відзначити великі розміри і роздільне заряджання, що значно знижує темп вогню.
Як корпусна гармата М-60 була вдалою артилерійською зброєю, істотно перевершуючи за мобільністю, дальністю стрільби і можливості маневру вогнем явно застарілу 107-мм гармату зразка  1910/30 рр. 122-мм гармата А-19 безумовно перевершувала М-60 по потужності снаряду і дальності стрільби, але при цьому була майже в два рази важче, менш мобільна і володіла великим часом переходу з похідного положення в бойове. 100-мм польова гармата БС-3, що з'явилася в кінці війни, володіючи близькою міццю осколково-фугасного снаряду, через більш орієнтованість в бік важкої протитанкової гармати програвала М-60 в можливостях маневру вогнем через своє унітарне заряджання. Як переваги БС-3 можна відзначити злегка меншу масу (3,6 т) порівняно з М-60, більш високу скорострільність через унітарне заряджання і меншу тривалість розгортання на позиції (наслідок відсутності відтягування ствола при транспортуванні). Починаючи з 1943 року, М-60 добре виглядала в ролі багатопрофільної польової гармати — маючи основним завданням ураження типових для корпусної гармати цілей (артилерійські батареї, місця скупчень живої сили і техніки, склади, польові укріплення), при необхідності гармата могла залучатися для боротьби з танками противника, особливо — важкими (бронебійний снаряд М-60 впевнено вражав лобову броню «Тигра» на всіх реальних дистанціях бою). Як протитанкова гармата, гармата М-60 виглядала набагато краще, ніж вимушено залучені для боротьби з важкими танками противника дорогі і малорухливі 122-мм гармати А-19, 152-мм гаубиці-гармати МЛ-20 і 85-мм зенітні гармати 52-К; масу гармати до цього часу можна розглядати як цілком прийнятну для потужної протитанкової гармати (так, німецька 88-мм протитанкова гармата Pak 43/41 важила в похідному положенні 4380 кг). З іншого боку, більш легка і скорострільна БС-3 явно виграє в такій якості у М-60.

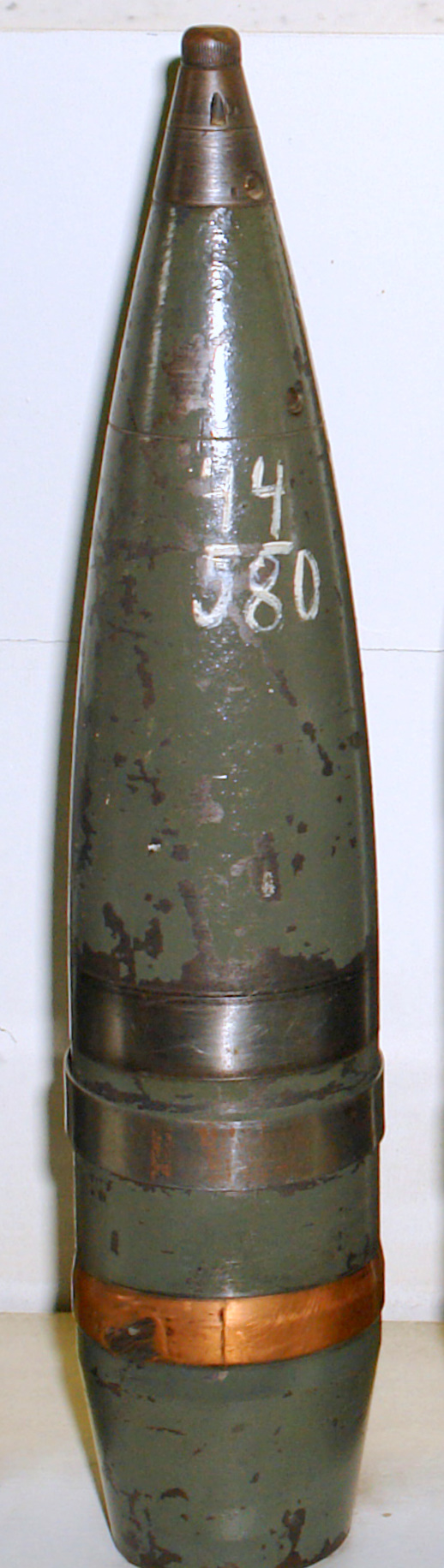
107-мм осколково-фугасний снаряд ОФ-420

При порівнянні із зарубіжними аналогами М-60 виглядає цілком достойно. Так, англійська Ut-4 при дальності стрільби 19,2 км мала масу 7279 кг, важкий 25-кілограмовий снаряд і низьку скорострільність, будучи швидше аналогом 122-мм корпусної гармати А-19. Аналогічно було з німецької гарматою 10,5 cm K.18 — вона мала максимальну дальність стрільби 19 км, але її маса була в півтора рази більше, ніж у радянської гармати, — 6430 кг в похідному положенні. Модернізована гармата 10,5 cm K.18/40 мала дальність стрільби 21 км, але її маса залишилася колишньою. Таким чином, німецькі гармати, трохи перевершуючи М-60 в дальності стрільби, поступалися радянській гарматі в мобільності. Крім того, треба врахувати, що німецькі гармати стріляли дещо більш легкими снарядами — 15,14 кг проти 17,2 кг у радянської гармати. Приблизно такі ж (16 кг звичайна, 15 кг — далекобійна) осколково-фугасні гранати японська 105-мм гармата «Тип 92» зразка  1932 закидала на дальність до 18,3 км при дещо меншій власній вазі (3,7 т у бойовому і 4,4 т в похідному). Найбільш точним аналогом М-60 була чехословацька 10,5-см важка гармата зразку  1935, що стріляла 18-кілограмовим снарядом на дальність до 18,1 км при масі 4,2 т у бойовому і 4,65 т в похідному положенні, демонструвалася в СРСР фірмою «Шкода» в 1938 році.
На М-60 спроби посилити радянську дивізійну артилерію не припинилися. У 1943 році на базі гаубиці М-30 була створена і випробувана  107-мм дивізійна гармата 9С-1, що мала балістику гармати зразку  1910/30 рр. Ціною деякого зниження потужності гармати було досягнуто суттєве зниження маси гармати — до 2680 кг. Гармата витримала полігонні випробування і була рекомендовано до прийняття на озброєння, однак серійно не виготовлялася. Також з 1940 року велися активні роботи зі створення 85-мм дивізійних гармат, що закінчилися прийняттям на озброєння в 1945 році гармати Д-44.

## Характеристики та властивості боєприпасів
Гармата мала роздільно-гільзове заряджання, до нього йшло три метальних заряди — повний, перший і другий. Існували «старі» і «нові» заряди, останні відрізнялися дещо кращими балістичними характеристиками. Гармата використовувала всі снаряди з боєкомплекту 107-мм гармати зразку  1910/30 рр., що надавало гарматі більшу гнучкість у використанні; гільзу і заряди гармата мала свої. Осколково-фугасний снаряд ОФ-420 з встановленим на осколкову дію детонатором при розриві давав зону суцільного ураження (уражається не менше 90 % цілей) розміром 14 × 6 м, зону дійсного ураження (уражається не менше 50 % цілей) розміром 40 × 20 м, при установці підривника на фугасну дію при влучанні снаряду в ґрунт середньої щільності утворювалася вирва завглибшки 40-60 см і діаметром 1-1,5 м. Ефективним снарядом проти відкрито розташованої живої сили була шрапнель — снаряд містив понад 600 куль, що створювали зону ураження розміром 40-50 м по фронту і до 800 м в глибину.

## Де можна побачити
107-мм гармата зразку1940 (М-60) знаходиться в експозиції Музею артилерії та інженерних військ в Санкт-Петербургзі. Хоча гармата знаходиться на відкритому майданчику, вона добре збереглася.